# MSX 베이직
MSX 베이직(MSX BASIC)은 베이직 프로그래밍 언어의 방언이다. 마이크로소프트의 마이크로소프트 베이직 버전 4.5의 확장 버전으로, MSX 마이크로컴퓨터에 연결된 그래픽, 음악 및 다양한 주변 장치에 대한 지원이 추가되었다. 일반적으로 MSX 베이직은 IBM PC 및 클론용으로 같은 해에 출시된 GW-BASIC을 따르도록 설계되었다. MSX 베이직을 만들 때 시스템을 유연하고 확장 가능하게 만들려는 노력이 있었다.

## 배포

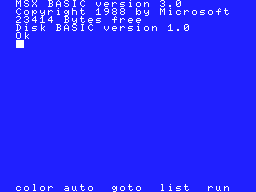
MSX 베이직 버전 3.0

MSX 베이직은 모든 MSX 컴퓨터의 ROM에 번들로 제공되었다. 시스템 시작 시 MSX 베이직이 호출되어 명령 프롬프트가 표시되지만, ROM에 있는 다른 소프트웨어가 제어권을 가져가는 경우는 예외이다(이는 게임 카트리지 및 디스크 인터페이스의 일반적인 경우이며, 후자는 DOS 시스템 파일이 포함된 디스크가 있으면 MSX-DOS 프롬프트가 표시되도록 한다).
MSX 베이직이 호출되면 바이오스 및 베이직 인터프리터 자체의 ROM 코드가 Z80 주소 공간의 하위 32K에 표시된다. 상위 32K는 RAM으로 설정되며, 이 중 약 23K에서 28K는 베이직 코드 및 데이터를 위해 사용할 수 있다(정확한 양은 디스크 컨트롤러의 존재 여부와 MSX-DOS 커널 버전에 따라 달라진다).

## 개발 환경
MSX 베이직 개발 환경은 다른 버전의 마이크로소프트 베이직과 매우 유사하다. 명령줄 기반의 통합 개발 환경(IDE) 시스템을 가지고 있다. 모든 프로그램 라인에는 번호가 매겨져야 하며, 번호가 없는 라인은 직접 모드의 명령으로 간주된다(즉, 즉시 실행된다). 사용자 인터페이스는 전적으로 명령줄 기반이다.

## MSX 베이직 버전
MSX 컴퓨터의 새로운 버전이 나올 때마다 업데이트된 MSX 베이직 버전이 번들로 제공되었다. 모든 버전은 하위 호환되며, 최신 MSX 컴퓨터에서 발견되는 새롭고 확장된 하드웨어를 완전히 활용할 수 있는 새로운 기능을 제공한다.

### MSX 베이직 1.0
- MSX1 컴퓨터에 번들로 제공
- 크기 16KB
- 플로피 디스크에 대한 기본 지원 없음. 디스크 베이직 카트리지 확장 필요 (4KB 오버헤드)
- 사용 가능한 모든 화면 모드 지원:
  - 화면 0 (텍스트 모드 40 x 24 문자)
  - 화면 1 (혼합 텍스트 모드 32 x 24 문자, 스프라이트 및 컬러 사용자 지정 문자)
  - 화면 2 (고해상도 그래픽 모드 256 x 192 픽셀, 16색)
  - 화면 3 (저해상도 그래픽 모드 64×48 - 화면 2 해상도 위에 4×4 픽셀 블록)
- 하드웨어 스프라이트 및 인터럽트 기반 자동 충돌 감지 완벽 지원
- 제너럴 인스트루먼츠 AY-3-8910 프로그래머블 사운드 제너레이터 (PSG) 완벽 지원

브라질의 샤프와 그라디엔테에서 만든 MSX "클론"은 다른 버전의 MSX 베이직(샤프에서는 HOT-BASIC이라고도 불림)을 보여주지만, 기본적으로는 비인가 MSX 베이직 1.0이다.

### MSX 베이직 2.0 / 2.1
- MSX2 컴퓨터에 번들로 제공
- 크기 32KB (처음 16KB는 직접 사용 가능, 두 번째 16KB는 다른 슬롯에 있으며 사용을 위해 페이지 인/아웃 해야 함)
- 212 프로그레시브 또는 424 인터레이스 라인이 있는 그래픽 모드를 포함하여 새로운 사용 가능한 화면 모드 지원 추가:
  - 업데이트된 화면 0 (텍스트 모드 80 x 24)
  - 화면 5 (그래픽 모드 256 x 212/424 픽셀, 512가지 색상 중 16가지)
  - 화면 6 (그래픽 모드 512 x 212/424 픽셀, 512가지 색상 중 4가지)
  - 화면 7 (그래픽 모드 512 x 212/424 픽셀, 512가지 색상 중 16가지)
  - 화면 8 (그래픽 모드 256 x 212/424 픽셀, 256가지 색상, 팔레트 없음)
- 다색 스프라이트 (16색) 지원 추가
- 하드웨어 가속 그래픽 기능 (복사, 채우기, 비트 블록 전송 등) 지원 추가
- 컴퓨터의 하위 32K RAM (BIOS 및 베이직 인터프리터 ROM이 주소 공간을 차지하므로 직접 보이지 않음)을 제한된 RAM 디스크로 사용하는 기능 추가 (특정 유형의 파일만 저장 가능). MSX 베이직 2.1은 메모리 매퍼(머신에 사용 가능한 경우)를 사용하여 이 RAM 디스크를 거의 90KB까지 확장할 수 있도록 지원한다.

MSX 베이직 2.1은 필립스 MSX2 기종(VG 8230 제외), 야마하 YIS-805, 산요 MPC-2300과 같은 컴퓨터에 존재한다.

### MSX 베이직 3.0
- MSX2+ 컴퓨터에 번들로 제공
- 크기 32KB (처음 16KB는 직접 사용 가능, 두 번째 16KB는 다른 슬롯에 있으며 사용을 위해 페이지 인/아웃 해야 함)
- BASIC에서 부드러운 하드웨어 기반 스크롤링을 위한 SET SCROLL 명령 추가
- 새로운 사용 가능한 화면 모드 지원 추가:
  - 화면 10 (그래픽 모드 256 x 212/424 픽셀, ML에서 12499 YJK 동시 + 512 RGB 중 16색)
  - 화면 11 (그래픽 모드 256 x 212/424 픽셀, 12499 YJK 동시 + 512 RGB 중 16색)
  - 화면 12 (그래픽 모드 256 x 212/424 픽셀, 19268 YJK 동시)

### MSX 베이직 4.0
- 파나소닉 FS-A1ST MSX turbo R 모델에 번들로 제공
- 현재 CPU 및 클록에 독립적인 지연을 만들기 위한 _PAUSE 명령 추가
- PCM 장치에 대한 추가 명령 (_PCMPLAY, _PCMREC) 추가

### MSX 베이직 4.1
- 파나소닉 FS-A1GT MSX turbo R 모델에 번들로 제공
- MIDI 확장 기능 추가

## 샘플
```
100
 
OPEN
 
"COM5:9600,N,8,1,RS,CS,DS,CD"
 
FOR
 
RANDOM
 
AS
 
#
1

110
 
A$
=
INKEY$

120
 
IF
 
A$
<>
" "
 
THEN
 
110

130
 
PRINT
 
#
1
,
 
"X0"

140
 
INPUT
 
#
1
,
 
B$

150
 
PRINT
 
B$

160
 
GOTO
 
110

```

## MSX 베이직의 확장
MSX 베이직은 처음부터 확장 가능하도록 설계되었으므로 애드온 모듈을 쉽게 작성할 수 있었다. 특정 하드웨어에 대한 지원은 일반적으로 확장 카트리지를 통해 추가되었으며, 이 카트리지는 해당 하드웨어의 인터페이스 역할도 했다. MSX 디스크-베이직은 그 예시이며, 디스크 드라이브에 대한 하드웨어 인터페이스를 제공하는 카트리지에 번들로 제공되어 플로피 디스크 드라이브에 접근하는 명령을 추가한다.